# العلاقات الفيتنامية الكورية الشمالية
العلاقات الفيتنامية الكورية الشمالية هي العلاقات الثنائية التي تجمع بين فيتنام وكوريا الشمالية.
أقامت كوريا الشمالية وفيتنام الشمالية السابقة علاقات دبلوماسية رسمية في 31 يناير 1950. في يوليو من عام 1957، زار رئيس فيتنام الشمالية هو تشي منه كوريا الشمالية، وتوجه زعيم كوريا الشمالية كيم إل سونغ بزيارة إلى فيتنام الشمالية في الفترة بين نوفمبر وديسمبر من عام 1958 ونوفمبر من عام 1964. في فبراير من عام 1961، أبرمت الحكومتان اتفاقية تعاون علمي وتقني. اندمجت فيتنام الشمالية مع فيتنام الجنوبية في عام 1976 ليصبحا دولة فيتنام الحديثة.

## التاريخ
خلال حرب فيتنام، قدمت كوريا الشمالية مساعدات اقتصادية وعسكرية كبيرة لفيتنام الشمالية (عام 1966: 12.3 مليون روبل، عام 1967: 20 مليون روبل، عام 1968: 12.5 مليون روبل، عام 1969: 12.5 مليون روبل). في عام 1968، تلقى ما يقارب 2000 طالب ومتدرب فيتنامي التعليم مجانًا في كوريا. نتيجة لقرار حزب العمال الكوري في أكتوبر من عام 1966، أرسلت كوريا الشمالية مطلع العام 1967 سربًا مقاتلًا إلى فيتنام الشمالية لدعم سربي مقاتلات فيتنام الشمالية 921 و923 للدفاع عن هانوي. بقي السرب طوال عام 1968، أفادت تقارير أن 200 طيار قد أدوا الخدمة. بالإضافة إلى ذلك، أُرسل أيضًا فوجان على الأقل من المدفعية المضادة للطائرات. أرسلت كوريا الشمالية أيضًا أسلحة وذخيرة ومليوني مجموعة من الزي الرسمي لرفاقهم في شمال فيتنام. ورد أن كيم إيل سونغ قد طلب مقاتليه «القتال في الحرب كما لو كانت سماء فيتنام سماءهم».
إلا أن العلاقات بين بيونغيانغ وهانوي بدأت منذ العام 1968 بالتدهور لأسباب مختلفة. رغبة منها في إبقاء الولايات المتحدة غارقةً في فيتنام، لم تتفق كوريا الشمالية مع قرار فيتنام الشمالية بالدخول في مفاوضات سلام مع الولايات المتحدة، وكان رد فعلها سلبيًا على اتفاقية باريس للسلام (1973). خلال الحرب الأهلية الكمبودية، وافقت كوريا الشمالية على الخطة الصينية لإقامة «جبهة موحدة من الدول الآسيوية الثورية الخمس» (الصين وكوريا وفيتنام ولاوس وكمبوديا) في حين رفضتها فيتنام الشمالية على أساس أن جبهة كهذه ستستبعد الاتحاد السوفييتي وستتحدى الهيمنة الفيتنامية في الهند الصينية. انتهت حرب فيتنام في هذه الفترة تقريبًا. نجحت حكومة فيتنام الشمالية، بخلاف حكومة كوريا الشمالية، في إعادة توحيد البلاد بأكملها بحلول عام 1975. خلال الحرب الفيتنامية الكمبودية، أدانت القيادة الكورية الشمالية الغزو الفيتنامي لكمبوديا ورفضت الاعتراف بجمهورية كمبوتشيا الشعبية، وسمحت للمنفي نورودوم سيهانوك بالبقاء في كوريا. بحسب المؤرخ بالاس زالونتاي، باتت فيتنام مستاءة مما اعتبرته سلوك كوريا الشمالية المتمركز حول الذات، وباتت الحكومتان متنافستين وتوقفتا عن كونهما صديقتين. في الوقت نفسه، قيل إن بول بوت، زعيم الخمير الحمر، تمكن من القيام بزيارة إلى كوريا الشمالية، وهي واحدن من زيارتين فقط قام بهما بول بوت، الأمر الذي صعّد من توتر العلاقات بين كوريا الشمالية وفييتنام، إذ كان بول بوت عدوًا لفيتنام معترفًا به.

## تدهور تدريجي في العلاقات
في تسعينيات القرن العشرين والعقد الأول من القرن الحادي والعشرين، تدهورت العلاقات بين كوريا الشمالية وفيتنام بصورة أكبر بسبب نزاعات الاستثمار والتجارة. السفير الفيتنامي الأسبق لدى كوريا الجنوبية هو خريج جامعة كيم إيل سونغ في كوريا الشمالية. أجرى ابن موظف سابق في السفارة الفيتنامية في بيونغ يانغ، والذي التحق أيضًا بجامعة كيم إيل سونغ بين عامي 1998 و2002، مقابلة في عام 2004 مع صحيفة ذا تشوسن إلبو حول التجارب التي مر بها خلال إقامته هناك. في حين كانت جارتها العملاقة الصين مثالًا واضحًا عن الإصلاح الاقتصادي الذي يجب تبنيه، يقول الخبراء إن كوريا الشمالية تنظر إلى فيتنام بصفتها نموذجًا أفضل بكثير.

## مقارنة بين البلدين
هذه مقارنة عامة ومرجعية للدولتين:
| وجه المقارنة                                              | فيتنام           | كوريا الشمالية                        |
| --------------------------------------------------------- | ---------------- | ------------------------------------- |
| المساحة (كم2)                                             | 331.69 ألف       | 120.54 ألف                            |
| عدد السكان (نسمة)                                         | 94.66 مليون      | 25.49 مليون                           |
| الكثافة السكانية (ن./كم²)                                 | 285.39           | 211.47                                |
| العاصمة                                                   | هانوي            | بيونغيانغ                             |
| اللغة الرسمية                                             | اللغة الفيتنامية | لغة كوريا الشمالية القياسية ‏          |
| العملة                                                    | دونغ فيتنامي     | وون كوري شمالي                        |
| الناتج المحلي الإجمالي (بليون دولار)                      | 234.19 مليار     |                                       |
| الناتج المحلي الإجمالي (تعادل القوة الشرائية) بليون دولار | 553.42 مليار     |                                       |
| الناتج المحلي الإجمالي الاسمي للفرد دولار أمريكي          | 2.48 ألف         |                                       |
| الناتج المحلي الإجمالي للفرد دولار أمريكي                 | 5.63 ألف         |                                       |
| مؤشر التنمية البشرية                                      | 0.666            |                                       |
| رمز المكالمات الدولي                                      | +84              | +850                                  |
| رمز الإنترنت                                              | .vn              | .kp                                   |
| المنطقة الزمنية                                           | ت ع م+07:00      | ت ع م+08:30، ت ع م+08:30، ت ع م+09:00 |

## منظمات دولية مشتركة
يشترك البلدان في عضوية مجموعة من المنظمات الدولية، منها:
| علم المنظمة | اسم المنظمة                   | تاريخ انضمام فيتنام | تاريخ انضمام كوريا الشمالية |
| ----------- | ----------------------------- | ------------------- | --------------------------- |
|             | يونسكو                        | 6 يوليو 1951        | 18 أكتوبر 1974              |
|             | الاتحاد البريدي العالمي       | ?                   | ?                           |
|             | الاتحاد الدولي للاتصالات      | 24 سبتمبر 1951      | ?                           |
|             | الأمم المتحدة                 | 20 سبتمبر 1977      | 17 سبتمبر 1991              |
|             | المنظمة الهيدروغرافية الدولية | ?                   | ?                           |
|             | منتدى آسيان الإقليمي ‏         | ?                   | ?                           |

## وصلات خارجية
- موقع وزارة الخارجية الفيتنامية
- موقع وزارة الخارجية الكورية الشمالية